# Campeonato Mundial de Esquí Alpino de 2003
El XXXVII Campeonato Mundial de Esquí Alpino se celebró en la localidad alpina de St. Moritz (Suiza) entre el 2 y el 16 de febrero de 2003 bajo la organización de la Federación Internacional de Esquí (FIS) y la Asociación Suiza de Esquí.
El programa incluyó pruebas de descenso, supergigante, eslalon, eslalon gigante y combinada, tanto para hombres como para mujeres.
Las carreras tuvieron lugar en las pistas de Corviglia.

## Resultados

### Masculino
| Evento                  | Oro                                    | Plata                                                            | Bronce                                  |
| ----------------------- | -------------------------------------- | ---------------------------------------------------------------- | --------------------------------------- |
| Descenso (08.02)        | Michael Walchhofer · Austria · 1:43,54 | Kjetil Andre Aamodt · Noruega · 1:44,05                          | Bruno Kernen · Suiza · 1:44,51          |
| Eslalon (16.02)         | Ivica Kostelić · Croacia · 1:40,66     | Silvan Zurbriggen · Suiza · 1:40,99                              | Giorgio Rocca · Italia · 1:41,02        |
| Eslalon gigante (12.02) | Bode Miller Estados Unidos 2:45,93     | Hans Knauß · Austria · 2:45,96                                   | Erik Schlopy Estados Unidos 2:45,97     |
| Supergigante (02.02)    | Stephan Eberharter · Austria · 1:38,80 | Hermann Maier · Austria · Bode Miller · Estados Unidos · 1:39,57 | —                                       |
| Combinada (06.02)       | Bode Miller Estados Unidos 3:18,41     | Lasse Kjus · Noruega · 3:18,48                                   | Kjetil Andre Aamodt · Noruega · 3:18,54 |

### Femenino
| Evento                  | Oro                                      | Plata                                                                  | Bronce                              |
| ----------------------- | ---------------------------------------- | ---------------------------------------------------------------------- | ----------------------------------- |
| Descenso (09.02)        | Mélanie Turgeon · Canadá · 1:34,30       | Corinne Rey-Bellet · Suiza · Alexandra Meissnitzer · Austria · 1:34,41 | —                                   |
| Eslalon (15.02)         | Janica Kostelić · Croacia · 1:39,55      | Marlies Schild · Austria · 1:40,18                                     | Nicole Hosp · Austria · 1:40,46     |
| Eslalon gigante (13.02) | Anja Pärson · Suecia · 2:30,97           | Denise Karbon · Italia · 2:32,52                                       | Allison Forsyth · Canadá · 2:32,76  |
| Supergigante (03.02)    | Michaela Dorfmeister · Austria · 1:27,48 | Kirsten Lee Clark Estados Unidos 1:27,50                               | Jonna Mendes Estados Unidos 1:27,63 |
| Combinada (10.02)       | Janica Kostelić · Croacia · 2:41,63      | Nicole Hosp · Austria · 2:41,69                                        | Marlies Oester · Suiza · 2:43,83    |

## Medallero
| Núm. | País           | Oro | Plata | Bronce | Total |
| ---- | -------------- | --- | ----- | ------ | ----- |
| 1    | Austria        | 3   | 5     | 1      | 9     |
| 2    | Croacia        | 3   | 0     | 0      | 3     |
| 3    | Estados Unidos | 2   | 2     | 2      | 6     |
| 4    | Canadá         | 1   | 0     | 1      | 2     |
| 5    | Suecia         | 1   | 0     | 0      | 1     |
| 6    | Suiza          | 0   | 2     | 2      | 4     |
| 7    | Noruega        | 0   | 2     | 1      | 3     |
| 8    | Italia         | 0   | 1     | 1      | 2     |
|      | TOTAL          | 10  | 12    | 8      | 30    |